# Médérin-Peulh
Médérin-Peulh est une localité située dans le département de Korsimoro de la province du Sanmatenga dans la région Centre-Nord au Burkina Faso.

## Économie
L'agro-pastoralisme est l'activité économique principale du village.

## Éducation et santé
Le centre de soins le plus proche de Médérin-Peulh est le centre de santé et de promotion sociale (CSPS) de Korsimoro tandis que le centre hospitalier régional (CHR) se trouve à Kaya.